# 2016 par pays au Proche-Orient
Les événements par pays de l'année 2016 au Proche-Orient et dans le monde arabe.
Chronologie par pays au Proche-Orient
- 2012
- 2013
- 2014
- 2015
- 2016
- 2017
- 2018
- 2019
- 2020

## Émirats arabes unis
Les Émirats arabes unis (EAU) sont un État fédéral regroupant sept émirats mitoyens, Abou Dabi, Ajman, Charjah, Doubaï, Foudjaïrah, Ras el-Khaïmah et Oumm al-Qaïwaïn.

## Irak
- 17 octobre 2016 : début de l'offensive de Mossoul menée par l'armée irakienne, les peshmergas kurdes et différentes milices, appuyés par la coalition internationale, en vue de reprendre la  ville conquise en 2014 par les djihadistes de l'État islamique. Les combats se poursuivent à la fin de l'année.

## Jordanie
- 29 mai 2016 : Hani al-Mulki devient Premier ministre.

## Liban
- 31 octobre 2016 : Michel Aoun est élu président de la République par le parlement libanais après 30 mois de vacance et 46 tours de scrutin.

## Turquie
- 17 février 2016 : attentat à Ankara, faisant au moins 38 morts et 61 blessés, essentiellement des militaires. Revendiqué par les Faucons de la Liberté du Kurdistan, branche dissidente du PKK.
- 13 mars 2016 : attentat à Ankara, faisant au moins 37 morts et 125 blessés. Revendiqué par les Faucons de la Liberté du Kurdistan.
- 28 juin 2016 : attentat-suicide à l'aéroport international d'Istanbul, non revendiqué, faisant 45 tués (plus les 3 terroristes) et 239 blessés.
- 29 juin 2016 : premier entretien téléphonique entre le président turc Recep Tayyip Erdoğan et son homologue russe Vladimir Poutine en vue de mettre fin au contentieux entre les deux pays[1].
- 15-16 juillet 2016 : tentative de coup d'État. Le président Recep Tayyip Erdoğan fait proclamer l'état d'urgence et accuse la confrérie de Fethullah Gülen. Entre le 15 juillet et le 18 novembre 2016,  plus de 110 000 militaires, policiers et fonctionnaires civils sont révoqués et 36 000 personnes incarcérées.
- 20 août 2016 : un attentat à Gaziantep, dans le sud-est de la Turquie, au cours d'un mariage, fait 57 morts et 66 blessés. Les enquêteurs soupçonnent l'État islamique.
- 24 août 2016 : l'armée turque, alliée à des groupes rebelles syriens, occupe une région frontalière en Syrie lors de l'opération Bouclier de l'Euphrate menée contre l'État islamique (djihadiste) et les Forces démocratiques syriennes (pro-kurdes).
- 26 août 2016 : un attentat à Cizre, dans le sud-est, fait 11 tués et 78 blessés, principalement des policiers. Il est revendiqué par le PKK.
- 4 novembre 2016 : un attentat à Diyarbakır, dans le sud-est, devant un commissariat, fait 11 tués et environ 100 blessés. Il est revendiqué à la fois par les Faucons de la Liberté du Kurdistan et par l'État islamique.
- 19 décembre 2016 : assassinat d'Andreï Karlov, ambassadeur de Russie en Turquie, tué par un policier turc.